# .45-70 Government
 (janvier 2016).
Si vous disposez d'ouvrages ou d'articles de référence ou si vous connaissez des sites web de qualité traitant du thème abordé ici, merci de compléter l'article en donnant les références utiles à sa vérifiabilité et en les liant à la section « Notes et références ».
La .45-70 Government (.45-70, .45-70 Springfield ou .45-70 Mle1873...) est une munition créée aux États-Unis en 1871, où elle resta réglementaire jusqu'en 1892. Cette munition équipa l'armée française jusqu'en 1918 (réserve, seconde ligne et milice), l'armée russe jusqu'en 1903, le Japon...
Sa balistique acceptable (une centaine de mètres), sa simplicité à être rechargée et son efficacité nous ont transmis cette très ancienne cartouche inchangée, toujours employée pour la chasse au gros gibier.

## Étymologie
L'origine du nom vient du calibre de la munition utilisé (0,45 pouce (11,43 mm), mais en réalité le calibre est légèrement plus grand (0,458 pouce (11,6332 mm)) associé à la masse de poudre noire (70 grains ou 4,536 g).
Elle forme la première cartouche standardisée : 45-70-405 (respectivement : calibre (en centièmes de pouce), masse de la poudre noire (en grains) et masse de l'ogive (en grains).

## Utilisation
Plusieurs fusils furent chambrés pour cette cartouche :
- Springfield Trapdoor 1873
- Carabine militaire Sharps (transformation)
- Remington Rolling Block
- Winchester modèle 1886
- Ruger #2